# Elenco degli edifici di Ostia (città antica)
L'Elenco degli edifici di Ostia riporta l'elenco degli edifici dell'antica città del Latium vetus, porto della città di Roma, suddivisi per regione, le antiche suddivisione amministrative cittadine romane.
Al 1980 l'area archeologica di Ostia aveva dato alla luce 22 domus e 228 tra insula e caseggiati.

## Elenco degli edifici della regione I
Sono elencati domus e altre tipologie residenziali, edifici con taberne (botteghe), portici, ninfei (fontane monumentali), terme e latrine, horrea (magazzini), templi, mitrei (luoghi di culto della religione mitraica), sacelli (cappelle di culto) e compita (sacelli ai crocicchi), sedi e templi delle associazioni, e vari edifici pubblici e piazze monumentali.

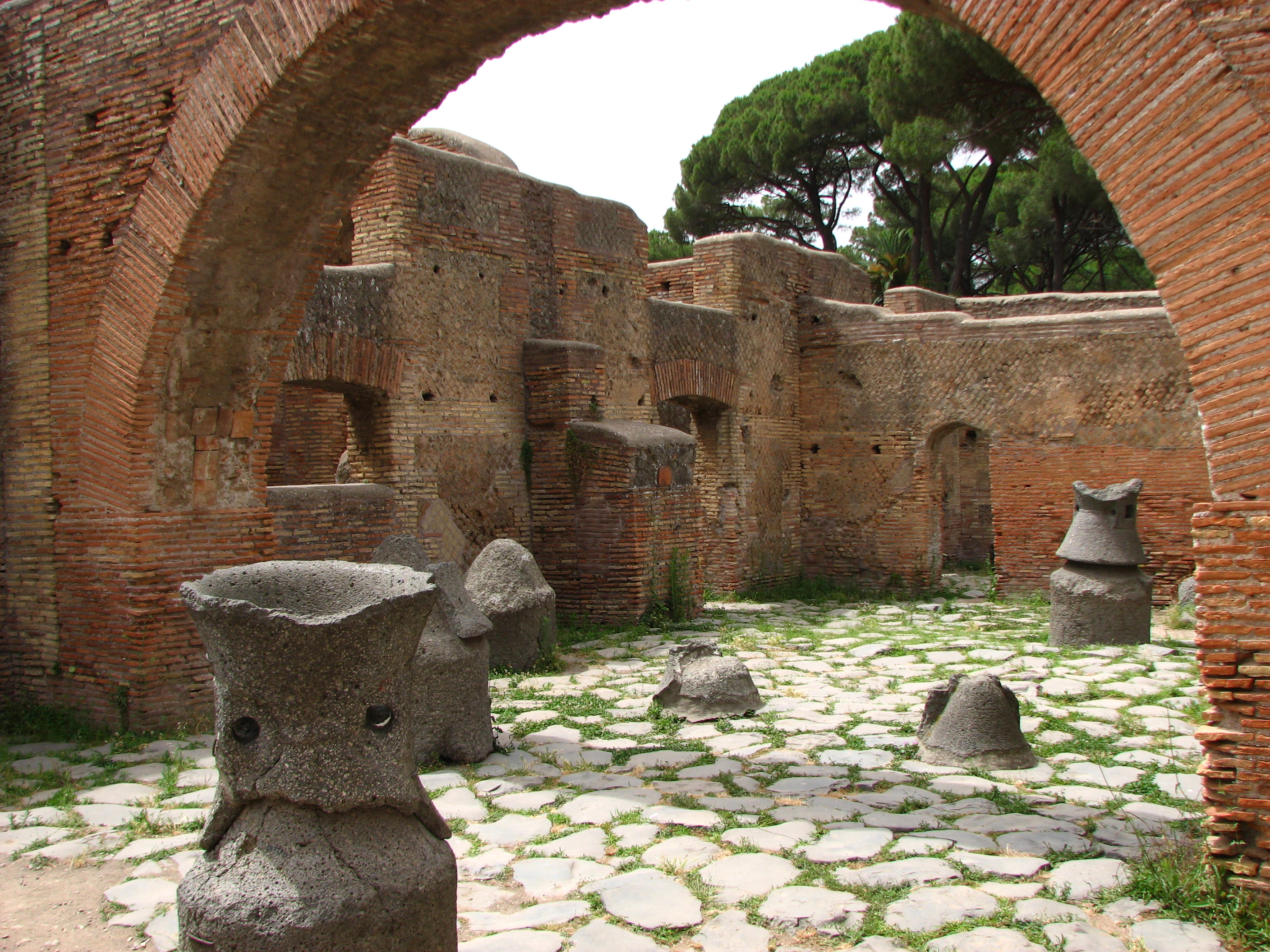
Macine in pietra lavica nel Molino del Silvano (I,III,1)

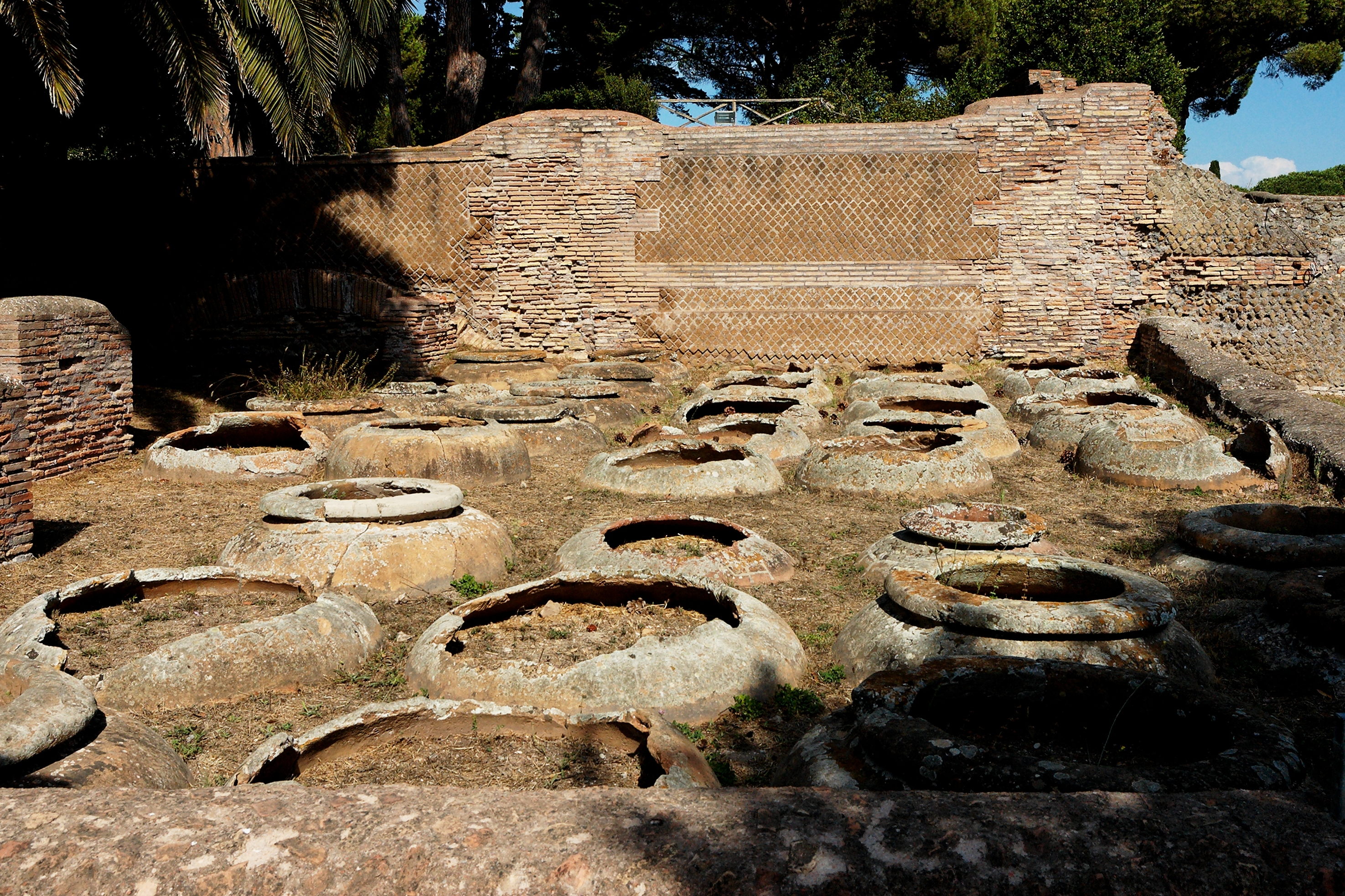
Magazzino con doli interrati nel caseggiato dei Doli (I,IV,5)

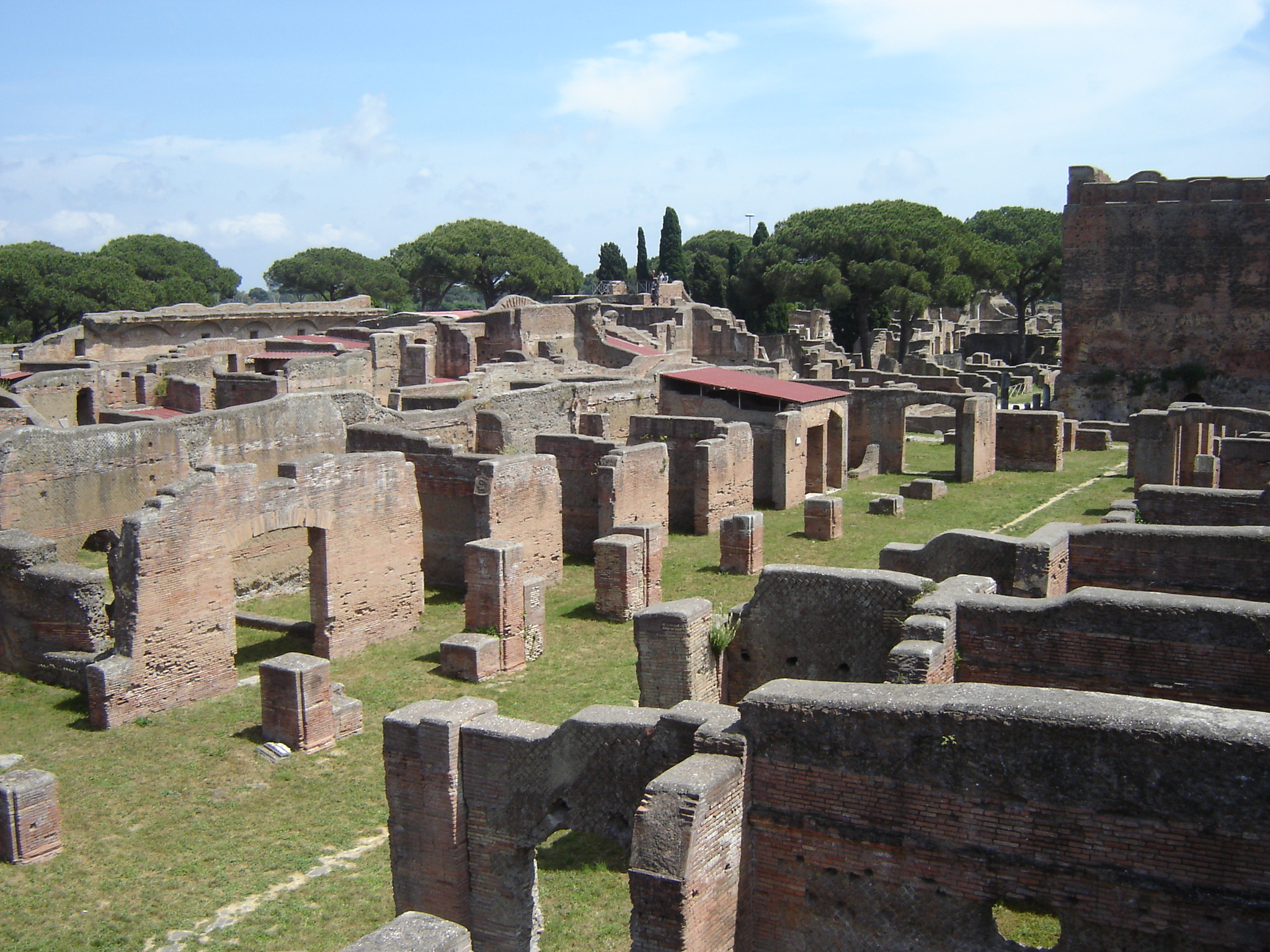
Portici lungo il tratto nord del cardine massimo (I,V,1-2 e I,VI,1)

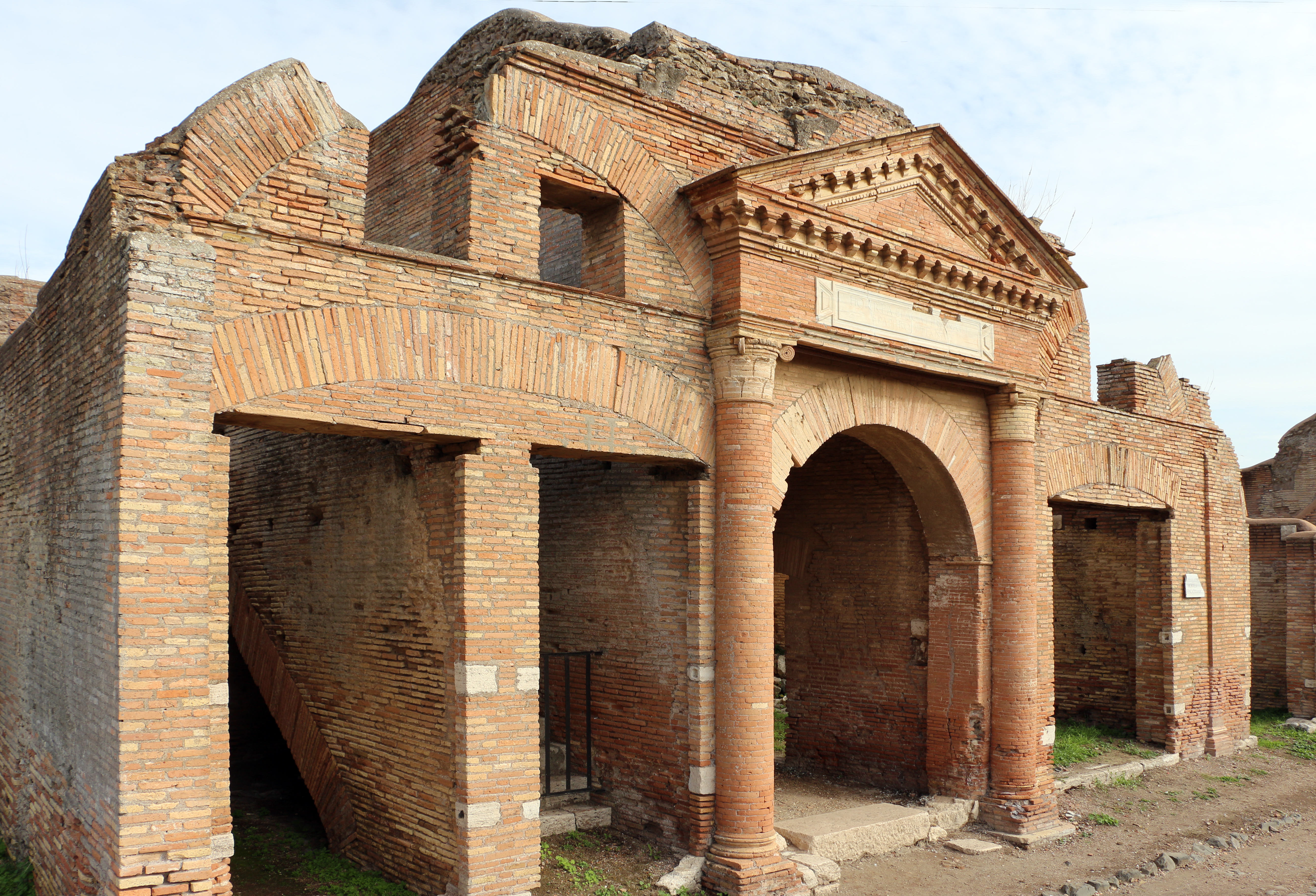
Portale di accesso degli Horrea Epagathiana (I,VIII,3)

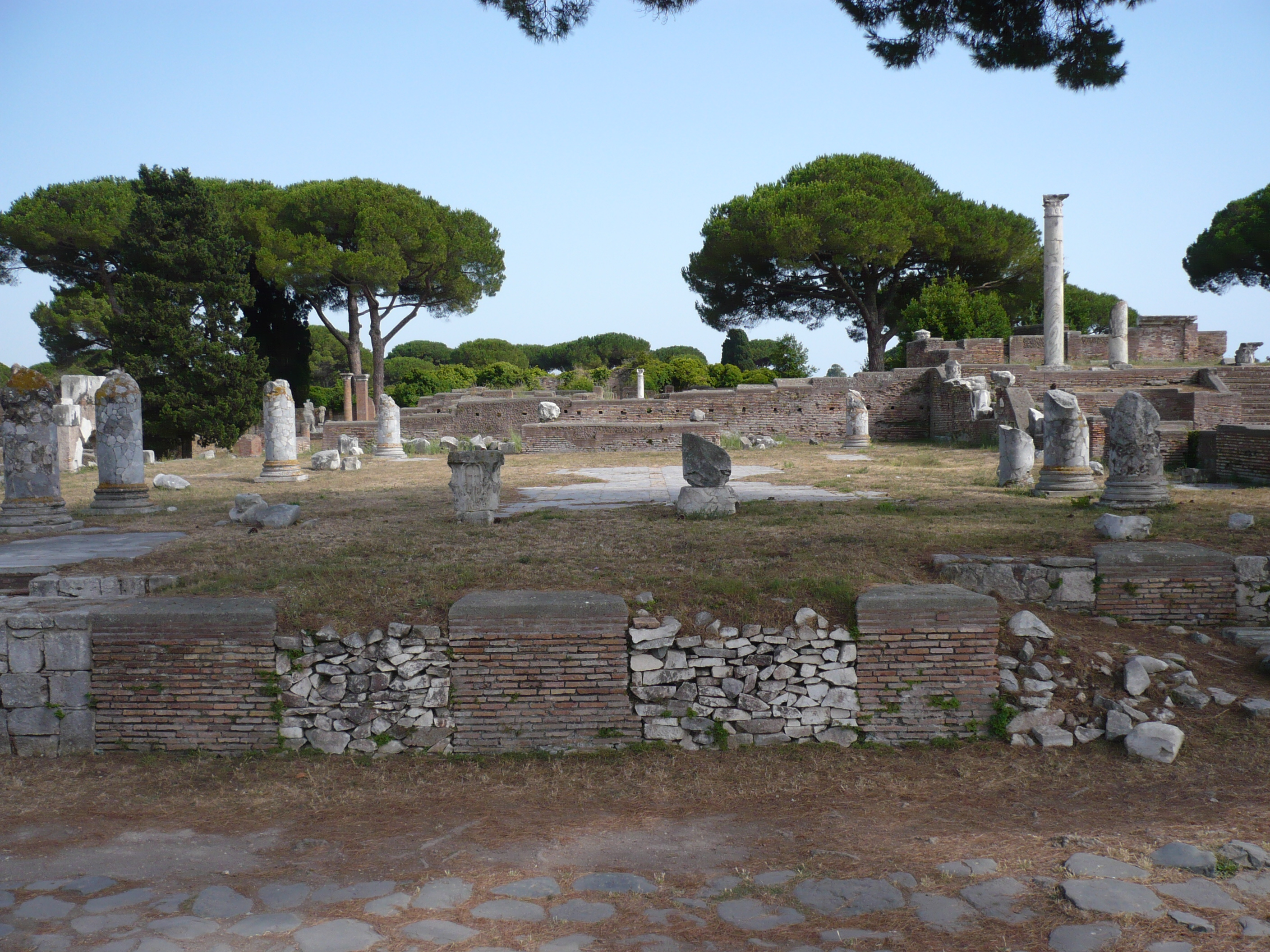
Basilica civile (I,IX,5)

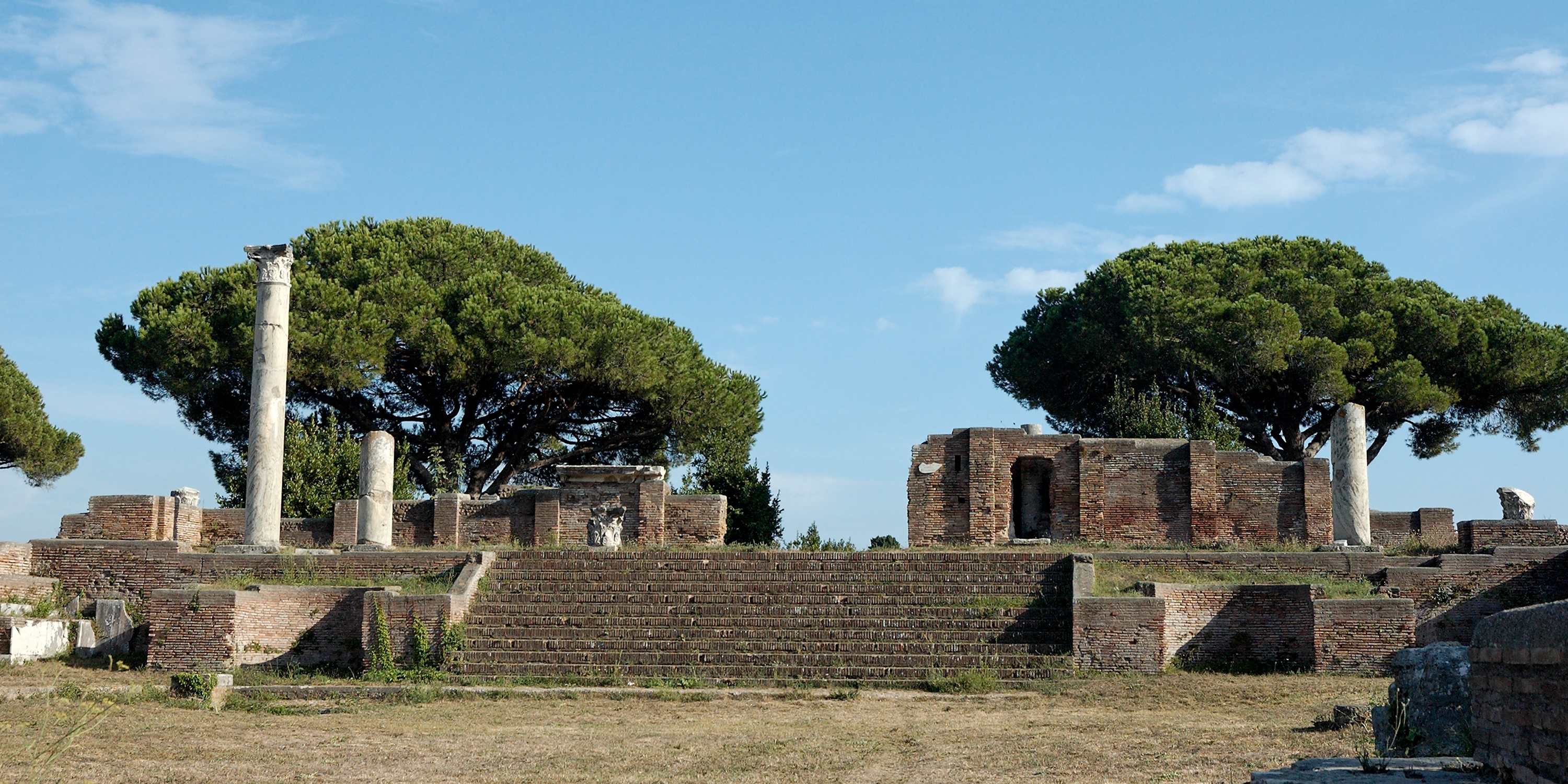
Facciata del Tempio rotondo sul porticato antistante (I,XI,1)

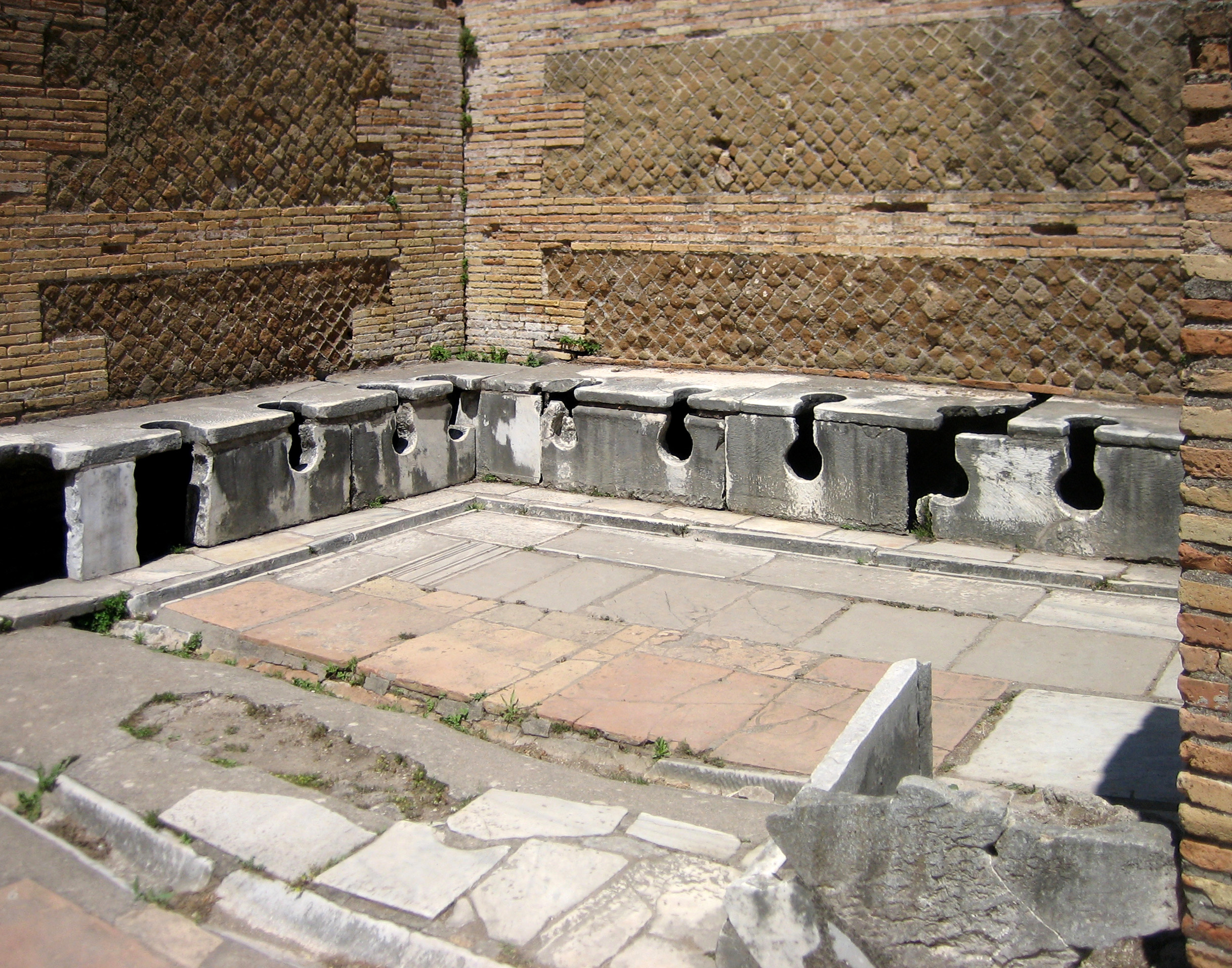
Forica (latrina pubblica) inserita in due taberne del caseggiato dei Triclini (I,XII,1)

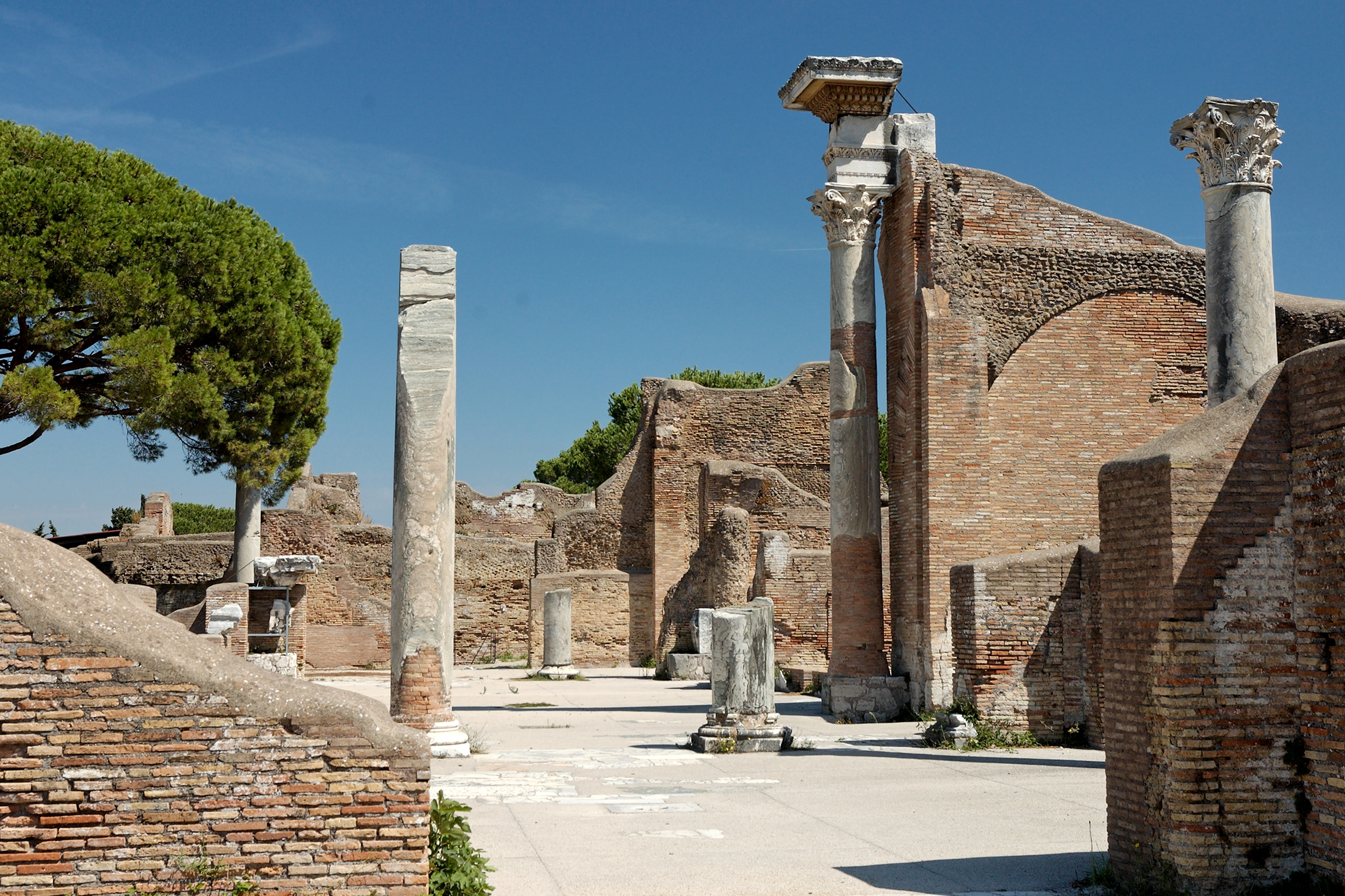
Frigidarium delle terme del Foro (I,XII,6)

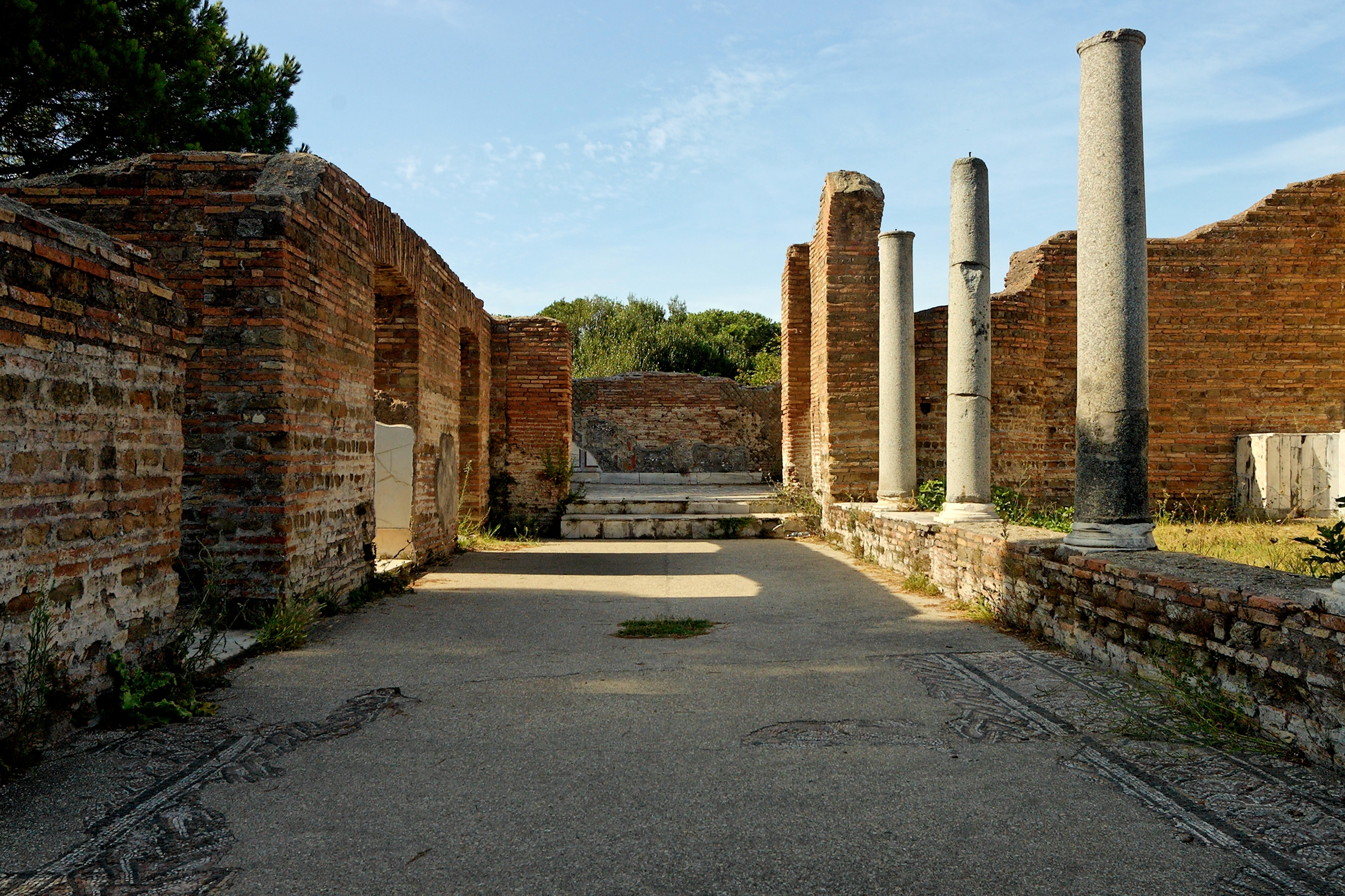
Cortile centrale della domus di Amore e Psiche (I,XIV,5)

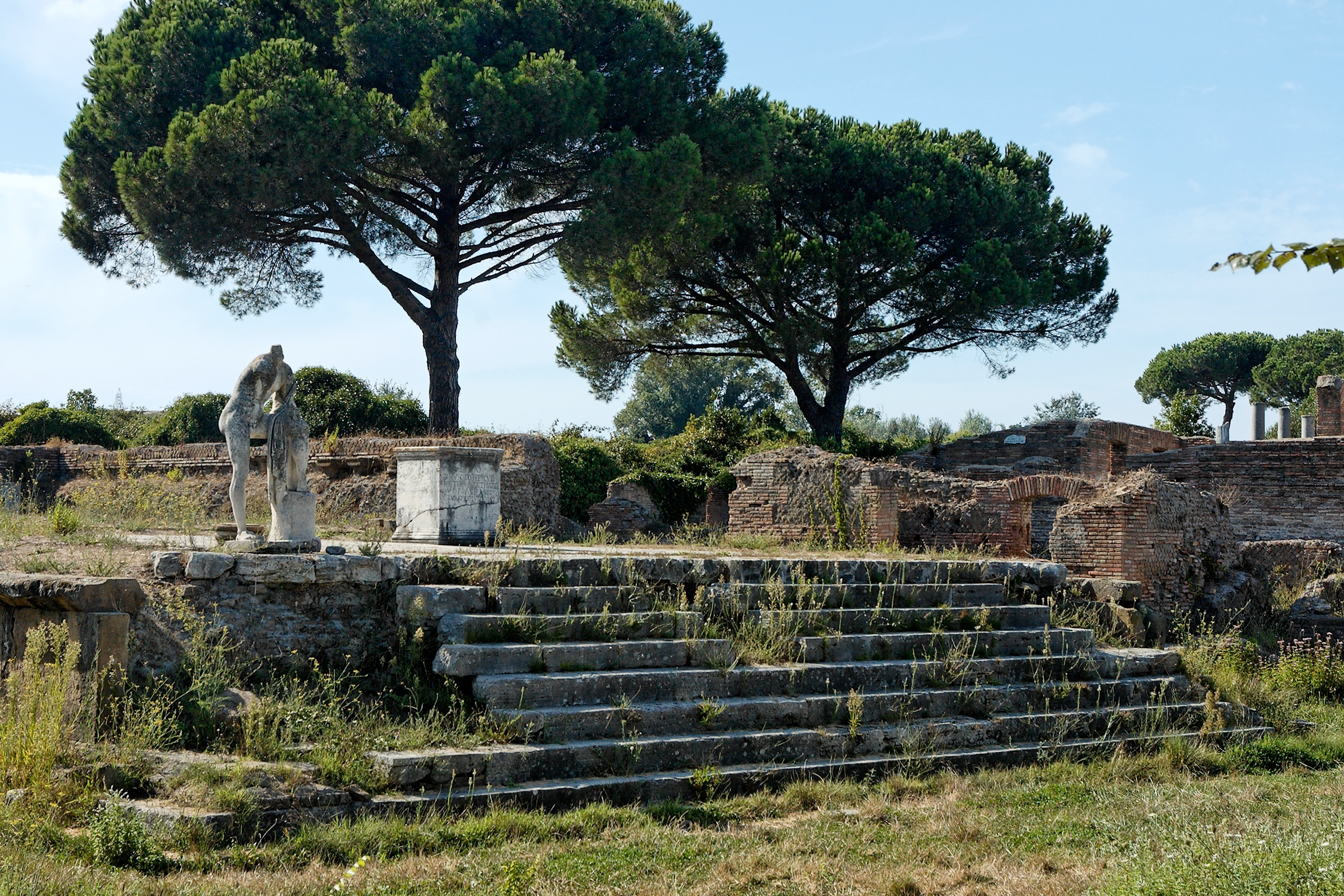
Scalinata frontale e podio del tempio di Ercole (I,XV,5)

| Isolato I,I                                                                         |                                                                                       |
| I,I,1-3                                                                             | Taberne (botteghe) su via di Diana e su via dei Lari                                  |
| I,I,4                                                                               | Caseggiato delle Mura del castrum                                                     |
| Isolato I,II                                                                        |                                                                                       |
| I,II,1                                                                              | Ninfeo (fontana monumentale) sul decumano massimo                                     |
| I,II,2                                                                              | Caseggiato del Balcone ligneo                                                         |
| I,II,3 e 4                                                                          | "Basilica" e aula del Buon Pastore                                                    |
| I,II,5                                                                              | Caseggiato del Thermopolium                                                           |
| Piazzetta dei Lari, con compitum (sacello ai crocicchi)                             |                                                                                       |
| Isolato I,III                                                                       |                                                                                       |
| I,III,1                                                                             | Caseggiato dei Molini                                                                 |
| I,III,2                                                                             | Sacello del Silvano                                                                   |
| I,III,3 e 4                                                                         | Caseggiato di Diana e mitreo del caseggiato di Diana                                  |
| I,III,5                                                                             | Caseggiato del Mitreo di Menandro e mitreo di Lucrezio Menandro                       |
| I,III,6                                                                             | Edificio a nord del caseggiato dei Molini, non indagato                               |
| Isolato I,IV                                                                        |                                                                                       |
| I,IV,1                                                                              | Taberne su via dei Balconi                                                            |
| I,IV,2                                                                              | Domus di Giove e Ganimede                                                             |
| I,IV,3                                                                              | Casa di Bacco fanciullo                                                               |
| I,IV,4                                                                              | Casa dei Dipinti                                                                      |
| I,IV,5                                                                              | Caseggiato dei Dolii                                                                  |
| Isolato I,V                                                                         |                                                                                       |
| I,V,1-2                                                                             | Portico est di Pio IX e loggia                                                        |
| Isolato I,VI                                                                        |                                                                                       |
| I,VI,1                                                                              | Portico ovest di Pio IX e loggia                                                      |
| I,VI,2                                                                              | Caseggiato del Balcone a mensole                                                      |
| Isolato I,VII                                                                       |                                                                                       |
| I,VII,I                                                                             | Caseggiato dei Misuratori di grano                                                    |
| Isolato I,VIII                                                                      |                                                                                       |
| I,VIII,1                                                                            | Piccolo mercato                                                                       |
| I,VIII,2                                                                            | Horreum (magazzino)                                                                   |
| I,VIII,3                                                                            | Horrea epagathiana                                                                    |
| I,VIII,4, 5, 6, 7, 8, 9, 10                                                         | Taberne sulla via Epagathiana, sul decumano massimo e su via del Larario              |
| Foro, portici, Capitolium e tempio di Roma e di Augusto.                            |                                                                                       |
| Isolato I,IX                                                                        |                                                                                       |
| I,IX,1                                                                              | Casa basilicale (o caseggiato dietro la Curia)                                        |
| I,IX,2                                                                              | Forno per il pane                                                                     |
| I,IX,3                                                                              | Caseggiato del Larario                                                                |
| I,IX,4                                                                              | Curia                                                                                 |
| Isolato I,X                                                                         |                                                                                       |
| I,X,1                                                                               | Taberne "repubblicane"                                                                |
| I,X,2                                                                               | Taberne su via del Pomerio                                                            |
| I,X,3                                                                               | Officina degli stuppatores                                                            |
| I,X,4                                                                               | Tempio collegiale e mitreo di Fruttuoso                                               |
| Isolato I,XI                                                                        |                                                                                       |
| I,XI,1                                                                              | Tempio rotondo                                                                        |
| I,XI,2-3                                                                            | Domus del Tempio rotondo                                                              |
| I,XI,4                                                                              | Taberne sulla piazza del Foro, a lato del tempio di Roma e Augusto.                   |
| I,XI,5                                                                              | Basilica;                                                                             |
| Isolato I,XII                                                                       |                                                                                       |
| I,XII,1                                                                             | Caseggiato dei Triclini                                                               |
| I,XII,2                                                                             | Foro della Statua eroica                                                              |
| I,XII,3                                                                             | Esedra sul decumano massimo                                                           |
| I,XII,4                                                                             | Caseggiato della Cisterna                                                             |
| I,XII,5                                                                             | Edificio con ambienti artigianali                                                     |
| I,XII,6                                                                             | Terme del Foro                                                                        |
| I,XII,7, 9, 10                                                                      | Taberne intorno alla palestra delle terme del Foro                                    |
| I,XII,8                                                                             | Sala per conferenze sul lato sud della palestra delle terme del Foro                  |
| I,XII,11                                                                            | Portico sulla piazza del Foro                                                         |
| Isolato I,XIII                                                                      |                                                                                       |
| I,XIII,1                                                                            | Horreum                                                                               |
| I,XIII,2                                                                            | Ambienti artigianali                                                                  |
| I,XIII,3                                                                            | Fullonica                                                                             |
| I,XIII,4                                                                            | Molino                                                                                |
| I,XIII,5                                                                            | Taberne sul cardine massimo                                                           |
| I,XIII,6                                                                            | Domus delle Gorgoni                                                                   |
| Isolato I,XIV                                                                       |                                                                                       |
| I,XIV,1                                                                             | Ninfeo del bivio del castrum                                                          |
| I,XIV,2                                                                             | Caseggiato del Mosaico del porto                                                      |
| I,XIV,3                                                                             | Domus dell'Area sacra                                                                 |
| I,XIV,4                                                                             | Piccolo appartamento                                                                  |
| I,XIV,5                                                                             | Domus di Amore e Psiche                                                               |
| I,XIV,6                                                                             | Taberne su via del Tempio di Ercole                                                   |
| I,XIV,7                                                                             | Caseggiato con taberne parzialmente scavato                                           |
| I,XIV,8                                                                             | Terme di Buticoso                                                                     |
| I,XIV,9                                                                             | Caseggiato con appartamento e taberne                                                 |
| Isolato I,XV                                                                        |                                                                                       |
| Area sacra del tempio di Ercole                                                     |                                                                                       |
| I,XV,1                                                                              | Edificio pubblico (ambienti di incerta funzione)                                      |
| I,XV,2                                                                              | Tempio tetrastilo                                                                     |
| I,XV,3                                                                              | Aula delle Are                                                                        |
| I,XV,4                                                                              | Ambienti aperti sull'area sacra                                                       |
| I,XV,5                                                                              | Tempio di Ercole                                                                      |
| I,XV,6                                                                              | Tempio dell'Ara rotonda                                                               |
| I,XV,7                                                                              | Edificio pubblico (ambienti tardi di incerta funzione)                                |
| Isolato I,XVI                                                                       |                                                                                       |
| I,XVI,1                                                                             | Taberne                                                                               |
| I,XVI,2                                                                             | Edificio con ampie stanze ai lati di un corridoio centrale                            |
| Isolato I,XVII                                                                      |                                                                                       |
| I,XVII,1                                                                            | Caseggiato con fornace per laterizi                                                   |
| I,XVII,2                                                                            | Terme del Mitra e oratorio cristiano                                                  |
| I,XVII,2                                                                            | Mitreo delle Terme del Mitra e fullonica nei sotterranei                              |
| Isolato I,XVIII                                                                     |                                                                                       |
| I,XVIII,1                                                                           | Caseggiato non interamente scavato                                                    |
| Isolato I,XIX                                                                       |                                                                                       |
| I,XIX,1 e 3                                                                         | Aula e sede collegiale dei Mensores                                                   |
| I,XIX,2                                                                             | Tempio dei Mensores                                                                   |
| I,XIX,4                                                                             | Horrea dei Mensores                                                                   |
| I,XIX,5                                                                             | Piccole terme                                                                         |
| (senza numerazione)                                                                 | Caseggiato dei Doli (scavato e ricoperto)                                             |
| Isolato I,XX                                                                        |                                                                                       |
| I,XX,I                                                                              | Horrea                                                                                |
| Area lungo via della Foce oltre il limite degli edifici scavati (senza numerazione) |                                                                                       |
| (senza numerazione)                                                                 | Cosiddetto Palazzo imperiale (terme di Matidia e caseggiati a taberne e appartamenti) |
| (senza numerazione)                                                                 | Mitreo del Palazzo imperiale                                                          |
| (senza numerazione)                                                                 | Mitreo Fagan (scavato e ricoperto)                                                    |
| (senza numerazione)                                                                 | Tor Boacciana                                                                         |

## Elenco degli edifici nella regione II

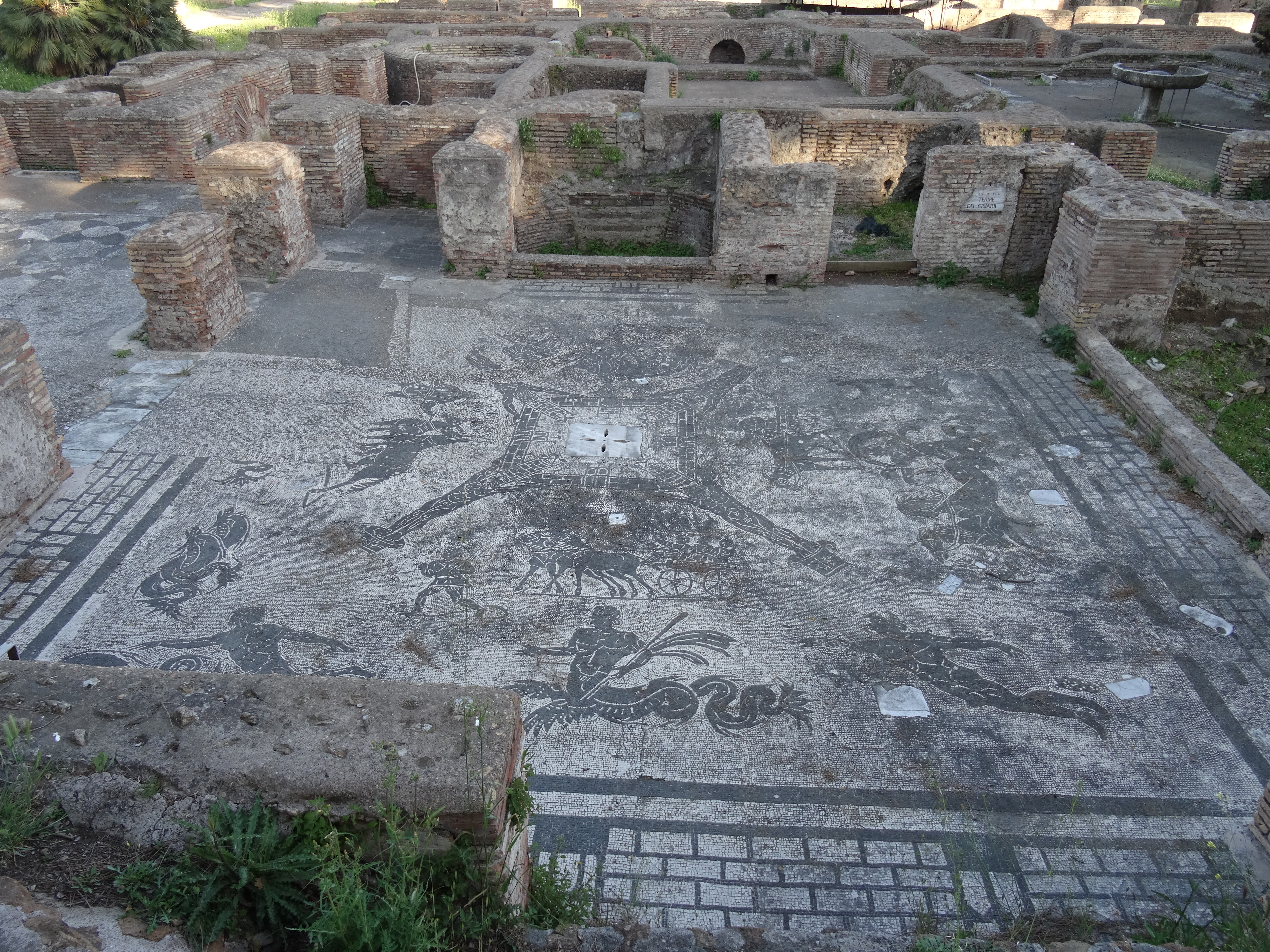
Mosaico del frigidario delle terme dei Cisiarii (II,II,3)

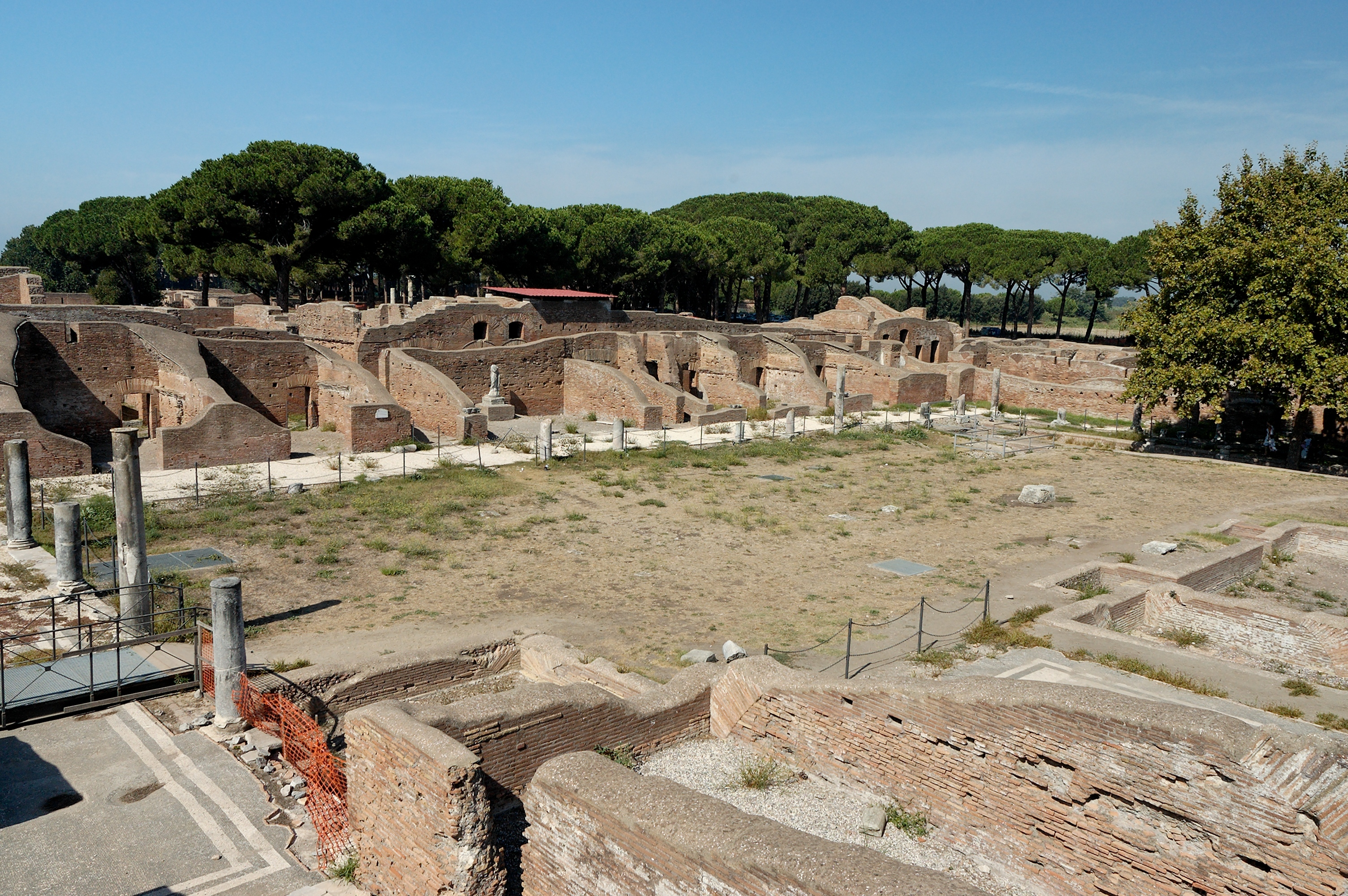
Palestra delle terme di Nettuno (II,IV,2)

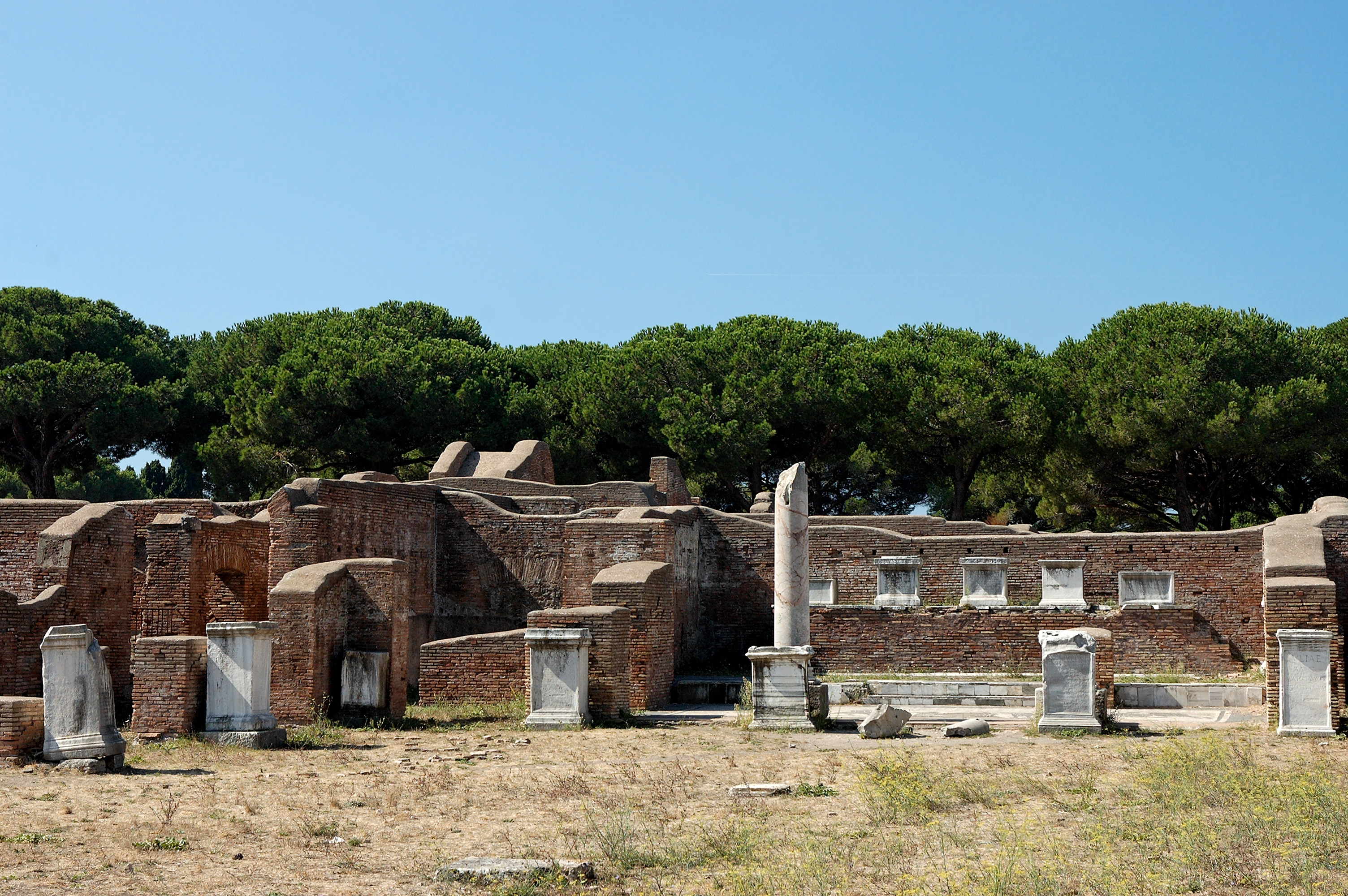
Sacello di culto imperiale nella caserma dei Vigili (I,V,1-2)

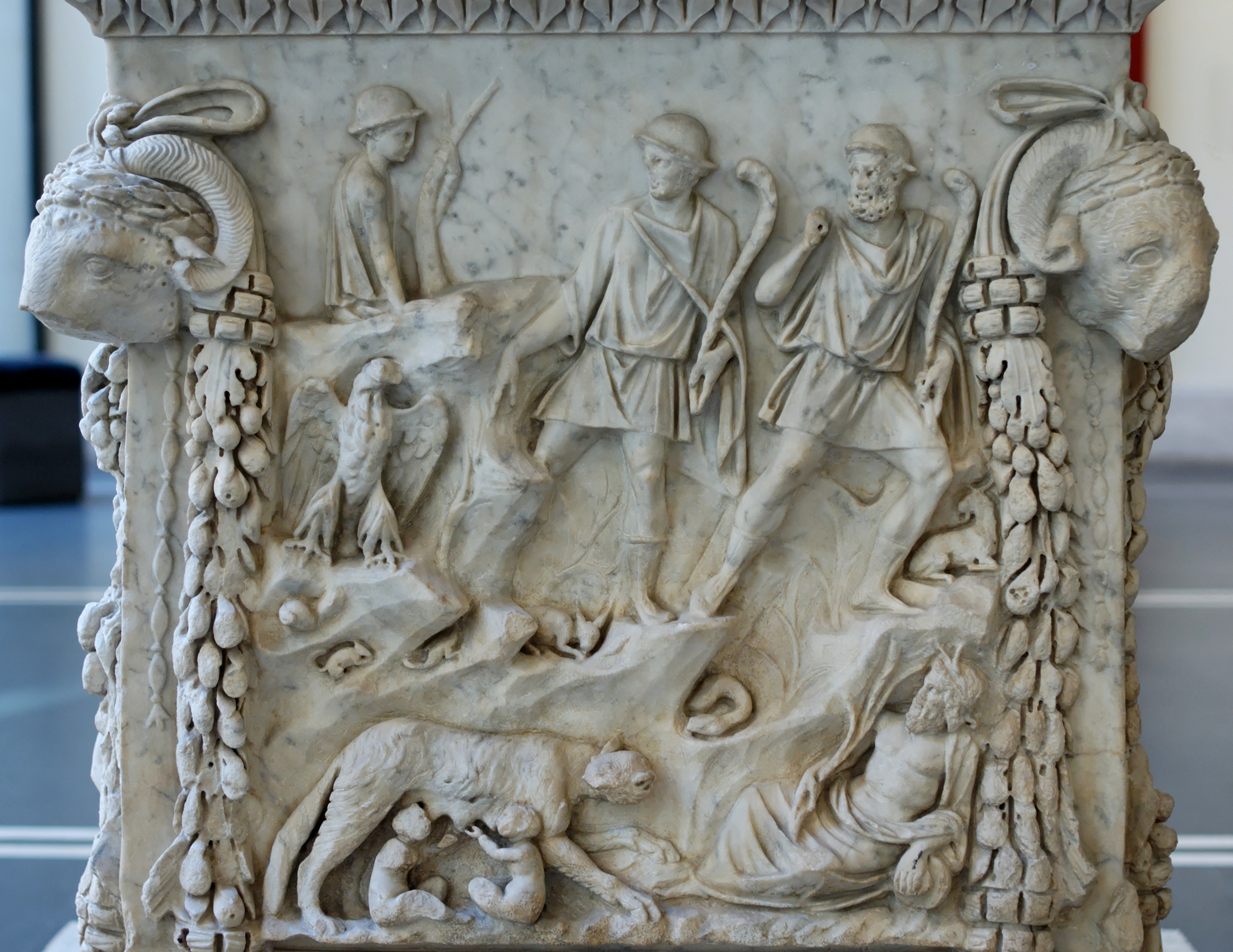
Raffigurazione della lupa con i gemelli sull'altare di Marte e Venere, presso il sacello dell'Ara dei gemelli (II,VII,3)

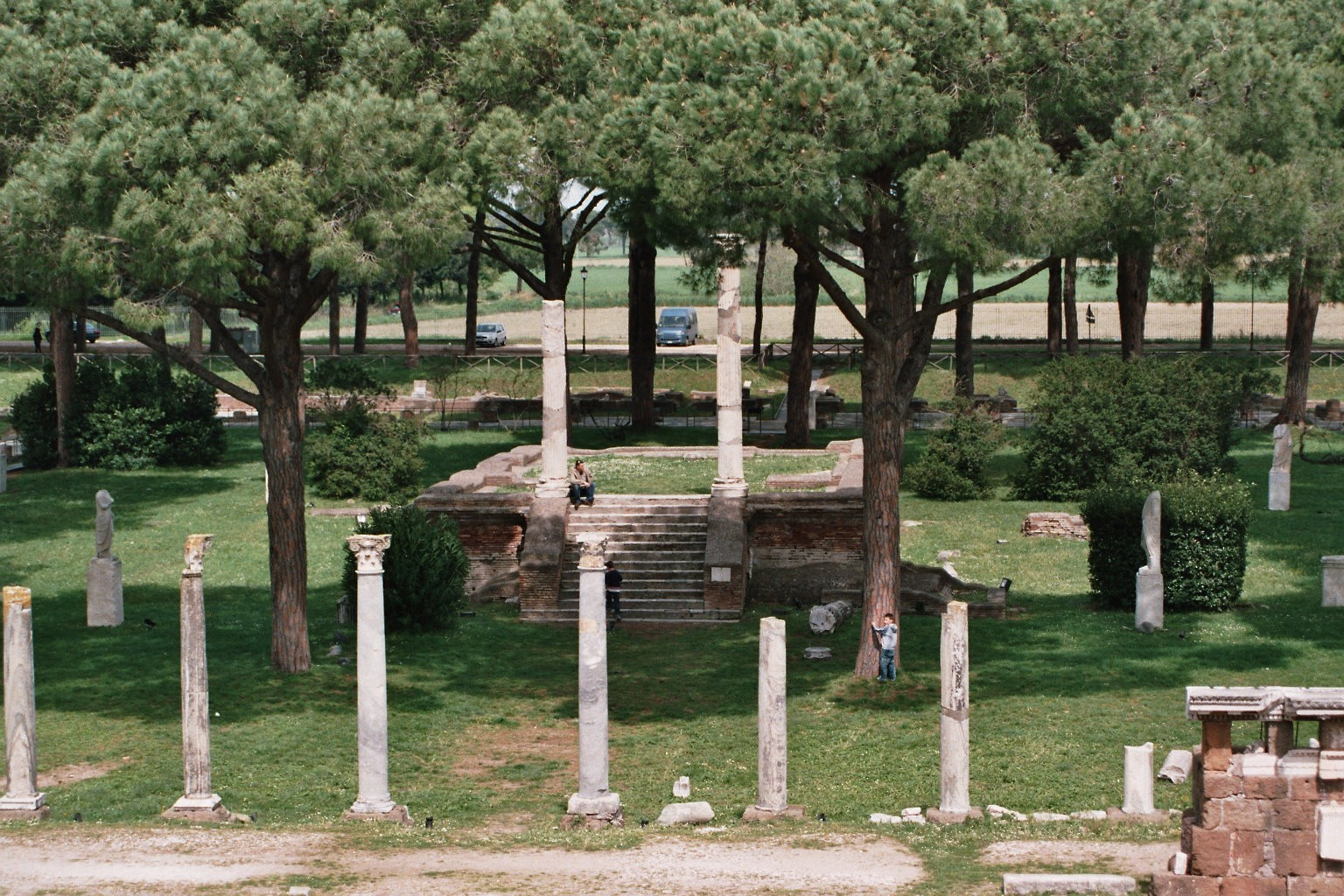
Tempio al centro del piazzale delle Corporazioni (II,VII,5)

| Isolato II,I                                          |                                           |
| II,I,1                                                | Caseggiato del Cane Monno                 |
| II,I,2 e 3                                            | Mitreo Aldobrandini e torre delle mura    |
| Isolato II,II                                         |                                           |
| II,II,1-2                                             | Magazzini repubblicani                    |
| II,II,3                                               | Terme dei Cisiarii                        |
| II,II,4 e 5                                           | Sacello e mitreo presso Porta Romana      |
| II,II,6                                               | Portico del Tetto spiovente               |
| II,II,7                                               | Horrea antoniniani                        |
| Isolato II,III                                        |                                           |
| II,III,1.2,5                                          | Edificio scavato e ricoperto              |
| II,III,3                                              | Case di via dei Vigili                    |
| Isolato II,IV                                         |                                           |
| II,IV,I                                               | Portico di Nettuno                        |
| II,IV,2                                               | Terme di Nettuno                          |
| Isolato II,V                                          |                                           |
| II,V,1-2                                              | Caserma dei Vigili                        |
| Isolato II,VI                                         |                                           |
| II,VI,1                                               | Caupona di Fortunato                      |
| II,VI,2                                               | Ninfeo del portico di Nettuno             |
| II,VI,3-4                                             | Casa dell'Ercole bambino                  |
| II,VI,5-6                                             | Casa del Soffitto dipinto                 |
| II,VI,7                                               | Caseggiato delle Fornaci                  |
| Isolato II,VII                                        |                                           |
| II,VII,1                                              | Oratorio cristiano                        |
| II,VII,2                                              | Teatro romano                             |
| II,VII,3                                              | Sacello dell'Ara dei gemelli              |
| II,VII,4                                              | Piazzale delle Corporazioni               |
| II,VII,5                                              | Tempio di piazzale delle Corporazioni     |
| II,VII,6 e 7                                          | Ninfei del Teatro romano                  |
| Isolato II,VIII                                       |                                           |
| I,VIII,1                                              | Taberne lungo il decumano massimo         |
| II,VIII,2                                             | Quattro tempietti repubblicani            |
| II,VIII,3                                             | Ninfeo dei Quattro tempietti repubblicani |
| II,VIII,4                                             | Sacello di Giove                          |
| II,VIII,5                                             | Domus di Apuleio                          |
| II,VIII,6                                             | Mitreo delle Sette sfere                  |
| II,VIII,7, 8 e 9                                      | Complesso artigianale                     |
| Isolato II,IX                                         |                                           |
| II,IX,1                                               | Ninfeo sul decumano massimo               |
| II,IX,2                                               | Taberne sul decumano massimo              |
| II,IX,3                                               | Aula del Gruppo di Marte e Venere         |
| II,IX,4                                               | Tempietto repubblicano                    |
| II,IX,5                                               | Complesso commerciale                     |
| II,IX,6                                               | Edificio con portico                      |
| II,IX,7                                               | Grandi Horrea                             |
| Isolato II,X                                          |                                           |
| rovine non indagate lungo il vecchio corso del Tevere |                                           |
| Isolato II,XI                                         |                                           |
| II,XI,1                                               | Fullonica                                 |
| II,XI,2                                               | Caseggiato della Fullonica                |
| Isolato II,XII                                        |                                           |
| II,XII,1                                              | Edificio reinterrato                      |

## Elenco degli edifici nella regione III

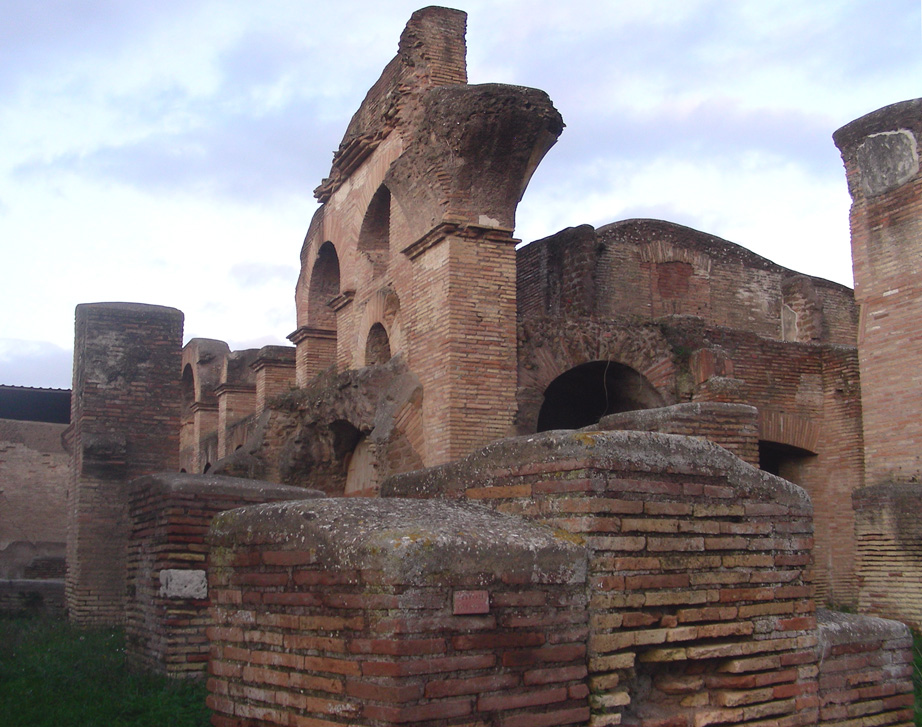
Caseggiato degli Aurighi

| Isolato III,I        |                                                                          |
| III,I,1              | Caseggiato con botteghe sul decumano                                     |
| III,I,2-3            | Terme della Basilica cristiana                                           |
| III,I,4              | Basilica cristiana                                                       |
| III,I,5              | Caseggiato con botteghe con ambienti retrostanti                         |
| III,I,6              | Domus e mitreo delle Pareti dipinte                                      |
| III,I,7              | Mercato                                                                  |
| III,I,8              | Edificio per attività industriali                                        |
| III,I,9-15           | Complesso con vasto cortile, probabile luogo per transazioni commerciali |
| Isolato III, II      |                                                                          |
| III,II,1-2           | Tempio dei Fabri navales                                                 |
| III,II,3             | Domus sul Decumano                                                       |
| III,II,4             | Edificio commerciale                                                     |
| III,II,5             | Domus di Marte                                                           |
| III,II,6             | Horrea                                                                   |
| III,II,7             | Fila di botteghe                                                         |
| III,II,8             | Edificio di incerta funzione                                             |
| III,II,9             | Edificio di incerta funzione                                             |
| III,II,10 e 11       | Fila di botteghe                                                         |
| III,II,12            | Sacello delle Tre navate                                                 |
| Isolato III, III     |                                                                          |
| III,III,1            | Caseggiato delle Trifore                                                 |
| III,III,2            | Tre botteghe                                                             |
| Isolato III, IV      |                                                                          |
| III,IV,1             | Caseggiato trapezoidale                                                  |
| Isolato III, V       |                                                                          |
| III,V,1              | Casa delle Volte dipinte                                                 |
| Isolato III, VI      |                                                                          |
| III,VI,1-3           | Domus del Ninfeo                                                         |
| III,VI,4             | Ninfeo e cisterna retrostante                                            |
| Isolato III, VII     |                                                                          |
| III,VII,1            | Edificio di incerta funzione                                             |
| III,VII,2            | Monumento funerario                                                      |
| III,VII,3-4          | Domus Fulminata                                                          |
| III,VII,5            | Casa della Domus Fulminata                                               |
| III,VII,6 e 7        | Edifici commerciali                                                      |
| III,VII,8            | Edificio con Opus sectile                                                |
| Isolato III, VIII    |                                                                          |
| III,VIII,1           | Edificio di incerta funzione                                             |
| III,VIII,2           | Terme Marittime                                                          |
| Isolato III, IX      |                                                                          |
| III,IX,I             | Domus dei Dioscuri (lato SE)                                             |
| III,IX,2-5 (lato SO) | Botteghe                                                                 |
| III,IX,6             | Casa delle Ierodule (o casa di Lucceia Primitiva) (lato NO)              |
| III,IX,7-8           | Botteghe                                                                 |
| III,IX,9-11          | Botteghe                                                                 |
| III,IX,12            | Casa delle Pareti gialle (lato SE, interno)                              |
| III,IX,13-16         | Appartamenti                                                             |
| III,IX,17-20         | Appartamenti                                                             |
| III,IX,21            | Casa del Graffito (lato SE, esterno)                                     |
| III,IX,22            | Domus delle Muse (lato SE)                                               |
| III,IX,23-26         | Botteghe                                                                 |
| Isolato III, X       |                                                                          |
| III,X,1              | Caseggiato degli Aurighi                                                 |
| III,X,2              | Terme dei Sette sapienti                                                 |
| III,X,3              | Caseggiato del Serapide                                                  |
| Isolato III, XI      |                                                                          |
| III,XI,1             | Botteghe                                                                 |
| Isolato III, XII     |                                                                          |
| III,XII,1-2          | Casette tipo                                                             |
| Isolato III, XIII    |                                                                          |
| XIII,1-2             | Casette tipo                                                             |
| Isolato III, IV      |                                                                          |
| III,XIV,1            |                                                                          |
| III,XIV,2            |                                                                          |
| III,XIV,3            | Magazzino dei Dolii                                                      |
| III,XIV,4            | Caseggiato di Annio                                                      |
| Isolato III, XV      |                                                                          |
| III,XV,1             |                                                                          |
| Isolato III, XVI     |                                                                          |
| III,XVI,1            | Botteghe                                                                 |
| III,XVI,2            | Appartamenti                                                             |
| III,XVI,3            | Edificio commerciale                                                     |
| III,XVI,4            |                                                                          |
| III,XVI,5-6          | Botteghe                                                                 |
| III,XVI.7            | Terme della Trinacria                                                    |
| Isolato III, XVII    |                                                                          |
| III,XVII,1           | Magazzino                                                                |
| III,XVII,2           | Caseggiato e mitreo della Planta pedis                                   |
| III,XVII,3           | Domus del Serapeo                                                        |
| III,XVII,4           | Serapeo                                                                  |
| III,XVII,5           | Caseggiato di Bacco e Arianna                                            |
| Isolato III, XVIII   |                                                                          |
| III,XVIII,1          | Horrea                                                                   |

## Elenco degli edifici nella regione IV

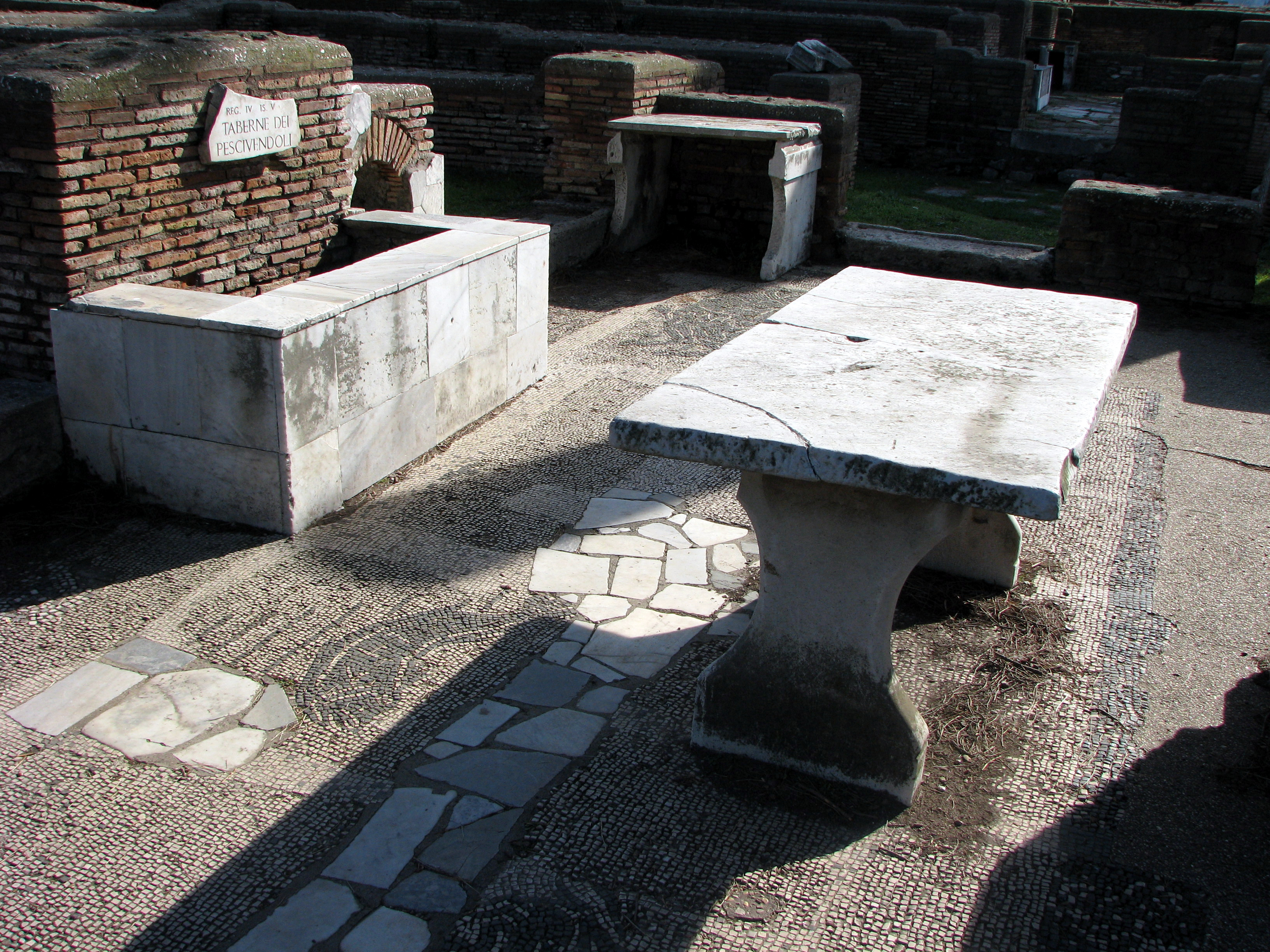
Taverne dei Pescivendoli

| Isolato IV,I                                            |                                                                                       |
| IV,I,1                                                  | Tempio della Magna Mater                                                              |
| IV,I,2                                                  | portico lungo le mura                                                                 |
| IV,I,3                                                  | Santuario di Attis                                                                    |
| IV,I,4                                                  | Tempio di Bellona                                                                     |
| IV,I,5                                                  | Schola degli Hastiferi                                                                |
| IV,I,6                                                  | Fossa sanguinis                                                                       |
| IV,I,7 e 8                                              | Sacelli                                                                               |
| IV,I,9                                                  | Botteghe                                                                              |
| IV,I,10                                                 | Botteghe                                                                              |
| Isolato IV,II                                           |                                                                                       |
| IV,II,1                                                 | Terme del Faro                                                                        |
| IV,II,2-4                                               | Portico e caseggiato dell'Ercole                                                      |
| IV,II,5                                                 | Edificio aperto                                                                       |
| IV,II,6                                                 | Caupona del Pavone                                                                    |
| IV,II,7                                                 |                                                                                       |
| IV,II,8                                                 | Botteghe                                                                              |
| IV,II,9-10 e 12-14                                      |                                                                                       |
| IV,II,11                                                | Mitreo degli Animali                                                                  |
| Isolato IV,III                                          |                                                                                       |
| IV,III,1                                                | Domus delle Colonne                                                                   |
| IV,III,2                                                | Botteghe                                                                              |
| IV,III,3                                                | Domus dei Pesci                                                                       |
| IV,III,4                                                | Domus di via della Caupona                                                            |
| IV,III,5                                                | Domus                                                                                 |
| Isolato IV,IV                                           |                                                                                       |
| IV,IV,1                                                 | Ninfeo degli Eroti                                                                    |
| IV,IV,2                                                 | Domus della Nicchia a mosaico                                                         |
| IV,IV,3                                                 | Domus di Giove Fulminatore                                                            |
| IV,IV,4                                                 | Latrina                                                                               |
| IV,IV,5                                                 | Ninfeo                                                                                |
| IV,III,6                                                | Botteghe                                                                              |
| IV,IV,7                                                 | Domus di via del Tempio rotondo                                                       |
| IV,IV,8                                                 | Terme bizantine                                                                       |
| IV,IV,9                                                 | Caseggiato del Viridario                                                              |
| Isolato IV,V                                            |                                                                                       |
| IV,V,1 e 2                                              | Macellum e taberne dei Pescivendoli                                                   |
| IV,V,3                                                  | Botteghe                                                                              |
| IV,V,4                                                  | Caseggiato del Sacello                                                                |
| IV,V,5 e 6                                              | Botteghe                                                                              |
| IV,V,7                                                  |                                                                                       |
| IV,V,8                                                  | Domus dell'Aquila                                                                     |
| IV,V,9                                                  | Caseggiato del Dioniso                                                                |
| resti sotto IV,V,7-9                                    | Domus repubblicana                                                                    |
| IV,V,10-11                                              | Terme delle Sei colonne                                                               |
| IV,V,12                                                 | Magazzino                                                                             |
| IV,V,13                                                 | Mitreo delle Sette porte                                                              |
| IV,V,14                                                 |                                                                                       |
| IV,V,15                                                 | Schola del Traiano                                                                    |
| IV,V,16                                                 | Casa a peristilio                                                                     |
| IV,V,17                                                 |                                                                                       |
| IV,V,18                                                 | Caseggiato delle Taberne finestrate                                                   |
| Isolato IV,VI                                           |                                                                                       |
| IV,VI,1                                                 |                                                                                       |
| Isolato IV,VII                                          |                                                                                       |
| IV,VII,1-2                                              | Portico e caseggiato della Fontana con lucerna                                        |
| IV,VII,3                                                | Caseggiato                                                                            |
| IV,VII,4                                                | Caupona di Alexander                                                                  |
| IV,VII,5                                                |                                                                                       |
| Isolato IV,VIII                                         |                                                                                       |
| IV,VIII,1                                               | Foro di Porta Marina                                                                  |
| IV,VIII,2                                               | Cisterna                                                                              |
| IV,VIII,3                                               | Santuario della Bona Dea                                                              |
| IV,VIII,4                                               | Ninfeo                                                                                |
| IV,VIII,5                                               | Botteghe                                                                              |
| IV,VIII,6                                               |                                                                                       |
| Isolato IV,IX                                           |                                                                                       |
| IV,IX,1                                                 | Loggia di Cartilio Poplicola                                                          |
| IV,IX,2                                                 | Sepolcro di Cartilio Poplicola                                                        |
| IV,IX,3                                                 |                                                                                       |
| IV,IX,4                                                 | Botteghe                                                                              |
| IV,IX,5                                                 | Caupona del dio Pan e Mitreo dei Marmi Colorati                                       |
| IV,IX,6 incrocio tra via della Marciana e via Severiana | Caseggiato delle Due Scale (Caseggiato lungo la Via Marciana) e Terme dello Scheletro |
| IV,IX,7                                                 | Terme del Sileno                                                                      |
| Isolato IV,X                                            |                                                                                       |
| IV,X1-2                                                 | Terme di Porta Marina                                                                 |
|                                                         |                                                                                       |
| isolati non scavati lungo la via Severiana              |                                                                                       |
|                                                         | Terme di Musiciolo                                                                    |
| isolato non scavato lungo la via Severiana              |                                                                                       |
| Isolato IV,XII                                          |                                                                                       |
| IV,XVII,1                                               | Sinagoga                                                                              |
| IV,XVII,2                                               | Edificio con ninfeo                                                                   |
| IV,XVII,3                                               |                                                                                       |

## Elenco degli edifici nella regione V
| Isolato V,I                                                               | |
| V,I,1                                                                     | edificio con taberne affacciate sul cardine massimo                                                                       |
| V,I,2                                                                     | magazzino parzialmente scavato, con muro curvo successivo, interpretato come traccia di un piccolo anfiteatro             |
| Isolato V,II                                                              | |
| V,II,1                                                                    | fila di botteghe aperte su un passaggio interno                                                                           |
| V,II,2                                                                    | magazzino con ampio cortile scoperto e tettoie sorrette da pilastri                                                       |
| V,II,3                                                                    | caseggiato con bottega e retrobottega sulla strada e un piccolo appartamento aperto su un cortile porticato               |
| V,II,4-5                                                                  | Domus del Protiro |
| V,II,6-7                                                                  | Terme del Filosofo |
| V,II,8                                                                    | Domus della Fortuna Annonaria                                                                                             |
| V,II,9                                                                    | edificio artigianale con tettoie e ambienti su un cortile, con botteghe lungo le strade                                   |
| V,II,10                                                                   | edificio con botteghe lungo la strada, ambienti ai lati di un corridoio e cortile sul retro                               |
| V,II,11 e 12                                                              | piccolo appartamento, con ingresso dalla strada e ambiente con pilastri accessibile dalla strada                          |
| V,II,13                                                                   | Caseggiato del Pozzo |
| V,II,14                                                                   | cortile per immagazzinaggio, più tardi parzialmente occupato da ambienti                                                  |
| Isolato V,III                                                             | |
| V,III,1                                                                   | Caseggiato dei Lottatori                                                                                                  |
| V,III,2                                                                   | botteghe sulle vie delle Ermette e della Casa del Pozzo, ai lati di un corridoio                                          |
| V,III,3                                                                   | Domus del Pozzo |
| V,III,4                                                                   | appartamento con medianum in origine connesso con l'appartamento in cui è stata ricavata la domus del Pozzo.              |
| V,III,5                                                                   | fila di botteghe collegate da porte su via delle Ermette                                                                  |
| Isolato V,IV                                                              | |
| V,IV,1                                                                    | botteghe aperte sulla semita dei Cippi, su via dell'Invidioso e su via della Fortuna annonaria                            |
| V,IV,2                                                                    | edificio con ambienti a pilastro centrale, aperti su via del Sole, su via dell'Invidioso e su via della Fortuna annonaria |
| Isolato V,V                                                               | |
| V,V,1                                                                     | Caseggiato dell'Invidioso                                                                                                 |
| V,V,2                                                                     | Terme dell'Invidioso |
| V,V,3-4                                                                   | Botteghe |
| Isolato V,VI                                                              | |
| V,VI,1                                                                    | Caseggiato del Sole |
| V,VI,2                                                                    | ampi ambienti aperti sulla via del Sole (con archi)                                                                       |
| V,VI,3                                                                    | botteghe con ambienti retrostanti su via della Fortuna annonaria                                                          |
| V,VI,4                                                                    | edificio con botteghe lungo la via del Mitreo dei Serpenti, i                                                             |
| V,VI,5                                                                    | Mitreo dei Serpenti |
| Isolato V,VII                                                             | |
| V,VII,1-2                                                                 | Sede degli Augustali |
| V,VII,3                                                                   | fullonica |
| V,VII,4-5                                                                 | Domus dei Capitelli di stucco                                                                                             |
| Isolato V,VIII                                                            | |
| V,VIII,1-4                                                                | Domus del Larario |
| Isolato V, IX                                                             | |
| V,IX,1                                                                    | Mitreo di Felicissimo |
| V,IX,2                                                                    | ambienti con pilastri |
| Isolato V, X                                                              | |
| V,X,1                                                                     | Domus su via degli Augustali                                                                                              |
| V,X,2                                                                     | Santuario della Bona Dea                                                                                                  |
| V,X,3                                                                     | Terme del Nuotatore |
| Isolato V, XI                                                             | |
| V,XI,1                                                                    | Tempio collegiale |
| V,XI,2                                                                    | Caseggiato del Temistocle                                                                                                 |
| V,XI,3                                                                    | botteghe con retrobotteghe affacciate su un portico sul decumano massimo                                                  |
| V,XI,4-5                                                                  | Magazzino annonario e portico del Monumento repubblicano                                                                  |
| V,XI,6                                                                    | Monumento repubblicano |
| V,XI,7                                                                    | Portico degli Archi trionfali                                                                                             |
| V,XI,8                                                                    | Horrea dell'Artemide |
| Isolato V, XII                                                            | |
| V,XII,1                                                                   | Horrea di Ortensio |
| V,XII,2                                                                   | horrea scavati solo parzialmente                                                                                          |
| V,XII,3                                                                   | Sabazeo |
| edifici non scavati (castello d'acqua V,XVI,2 su piazzale della Vittoria) | |
| Isolato V, XVII                                                           | |
| V,XVII,1                                                                  | resti di un edificio di culto con ninfeo                                                                                  |
| V,XVII,2                                                                  | Ninfeo su piazzale della Vittoria                                                                                         |
| V,XVII,3                                                                  | monumento con strutture di incerta interpretazione a sud del ninfeo                                                       |
| Isolato V, XVIII                                                          | |
| V,XVIII,1                                                                 | sala suddivisa da file di pilastri addossata alle mura                                                                    |
| Isolato V, XIX                                                            | |
| V,XIX,1                                                                   | edificio solo parzialmente scavato (ambienti lungo la via occidentale)                                                    |
| V,XX,1                                                                    | edificio solo parzialmente scavato (portico con ambienti retrostanti lungo la via orientale)                              |